# Novomoskovskaja (Sokolnitsjeskaja-lijn)
Novomoskovskaja (Russisch: Новомосковская) is een station van de Sokolnitsjeskaja-lijn van de Moskouse metro. Het station is aanbesteed onder de naam Stolbovo naar het dorp in de buurt. In oktober 2018 is de naam veranderd in Kommoenarka naar de stadsuitbreiding die bij Stolbovo is opgetrokken.

## Geschiedenis
Op 15 februari 2016 werd tijdens de opening van het 200e station, Salarjevo, bekend gemaakt dat de Sokolnitsjeskaja-lijn verder naar het zuiden zou worden verlengd. In juli 2017 werd het ontwerp voor de 9 kilometer lange verlenging naar Stolbovo met in totaal 4 stations goedgekeurd. 
Op 16 maart 2018 begon de aanbesteding van de stations en op 16 april 2018 begonnen de werkzaamheden. De oplevering van de lijn vond plaats op 14 januari 2019 en de proefritten werden begin juni begonnen. Het reizigersverkeer ging op 20 juni 2019 van start. Op 3 juli 2024 werd het station, per december 2024 het overstappunt tussen de Sokolnitsjeskaja-lijn en de Troitskaja-lijn, genoemd naar de okroeg waar het ligt. 

### Chronologie
- Juni 2017 : Voorbereidende werkzaamheden gaan van start
- Oktober 2018 : De afwerking van het perron gaat van start
- November 2018 : De bekleding van de kolommen begint.
- 14 januari 2019: Oplevering van de lijn tussen Salarjevo en Kommoenarka
- 14 maart 2019: Het station is klaar voor gebruik.
- 20 juni 2019: Opening als 232e metrostation van Moskou.
- 5 september 2024: Verlenging van de lijn naar het oosten.

## Depot
Het nieuwe depot van de Sokolnitsjeskaja-lijn was tot de winter van 2018 in aanbouw bij Salarjevo. De bouw is daar stilgelegd wegens technische problemen en het was de bedoeling om in 2022 een gezamenlijk depot voor de beide lijnen te openen bij Stolbovo in plaats van het depot bij Salarjevo. 

## Ligging en ontwerp
De verlenging van de Sokolnitsjeskaja-lijn met vier stations kent twee stations op maaiveld niveau en twee ondergrondse waaronder Kommoenarka. Het ontwerp voor de inrichting van het station werd in december 2017 door de stedelijke architectuur commissie van Moskou goedgekeurd. De kleuren van het station zijn wit, grijs en beige. De wanden en kolommen zijn bekleed met marmer en de vloer bestaat uit graniet. Het station ligt in de Okroeg Novomoskovski naast de snelweg tussen Solntsevo en Boetovo ter hoogte van het dorp Stolbovo en vlak bij het wooncomplex Moskvitsjka in Kommoenarka.
Het station krijgt twee verdeelhallen en de bijbehorende toegangsgebouwen worden bekleed met grijs en bruin graniet en voorzien van glazen wanden.  Rond het station komt het bestuurs- en zakencentrum voor het gebied.